# Скароне, Эктор
Э́ктор Пе́дро Скаро́не (исп. Héctor Pedro Scarone; 26 ноября 1898, Монтевидео, Уругвай — 4 апреля 1967, там же) — уругвайский футболист, нападающий. Эктора Скароне на родине считают сильнейшим футболистом страны всех времён. Двукратный олимпийский чемпион — 1924 и 1928 годов. Чемпион мира 1930 года. За сборную Уругвая в 1917—1930 гг. провёл 52 матча и забил 31 гол. На протяжении 81 года Скароне являлся рекордсменом сборной Уругвая по количеству забитых мячей, несмотря на то, что карьеру в сборной он завершил сразу после победы на чемпионате мира 1930 года. Забив в финале Кубка Америки 2011 года 2 гола, нападающий Диего Форлан сумел сравняться со Скароне, а спустя несколько месяцев сумел выйти на первое место по этому показателю. По окончании карьеры игрока Эктор Скароне стал тренером. Среди команд, с которыми работал Скароне, значатся уругвайский «Насьональ» и мадридский «Реал». В 1953 году, в возрасте 54 лет, ненадолго вернулся в футбол в качестве игрока и провёл этот сезон за родной «Насьональ».

## Клубная карьера

### Ранние годы
Эктор Скароне начинал играть в футбол в команде третьего уругвайского дивизиона «Спортсмен», представляющей Пунта Карретас, родной для футболиста район Монтевидео. В пятнадцатилетнем возрасте Эктору удалось перейти в «Насьональ», и стоило ему это огромных усилий: руководство клуба долгое время отказывалось от его услуг, полагая Скароне недостаточно физически развитым, но настойчивость, максимализм (юный футболист отказался от предложений со стороны нескольких клубов, намного более статусных, чем «Спортсмен», но менее статусных, чем «Насьональ») и уверенность в своих силах в конце концов проложили будущей легенде уругвайского футбола дорогу в первый в его карьере большой клуб.

### «Насьональ»
Пяти матчей за резервный состав «Насьоналя» хватило, чтобы Скароне раз и навсегда получил место в основе. 31 октября 1915 года Скароне завоевал свой первый трофей, он же и первый международный, — в финале Кубка Конкуренции Шевалье Бутеля, проводившемся по традиции в Буэнос-Айресе, был повержен аргентинский «Портеньо» (2:0). Через полмесяца, 14 ноября, «Насьональ» одержал ещё одну победу в рамках противостояния c аргентинскими клубами — на этот раз в рамках Кубка Славы Коусиньер: в Монтевидео уругвайская команда разобралась с «Расингом» из Авельянеды (2:0). В 1916 году Эктор Скароне впервые стал чемпионом Уругвая; в этом же году «Насьональ» продолжил штамповать победы над аргентинскими клубами в международных турнирах, став обладателем ещё одного Кубка Славы Коусиньер, а также первого для Скароне Кубка Рио де Ла Платы. Вскоре Скароне вышел на безусловно первый план в своём клубе и получил, в том числе и благодаря играм за сборную Уругвая в южноамериканских чемпионатах, широкое признание. За филигранную, элегантную, уникальную для своего времени технику Скароне сравнивался с великим танцором танго Карлосом Гарделем.

Эктор — как Гардель: его можно сымитировать, но нельзя повторить.— Педро Петроне
Уругвайские и аргентинские газеты им восхищалась, но это было только начало: вояж сборной Уругвая во главе с Эктором на Олимпийские игры 1924 года сделает его главным героем и европейской прессы. Позже, уже после возвращения из Европы и прихода в клуб нападающего Педро Петроне, Скароне составил с ним исключительный по своей эффективности дуэт; традиционно считается, что именно в паре с Artillero Эктор изобрёл атакующую комбинацию «стенка». Помимо «стенки» Скароне изобрёл «уругвайский зигзаг» — попеременную обводку в разные стороны.
В 1919 году Скароне впервые выехал за пределы Ла Платы — в составе футбольного клуба «Дублин», представляющего уругвайскую столицу, в своеобразном ранге «свободно ассоциированного» футболиста он отправился в турне по Бразилии. Для «Дублина», время существования которого подходило к концу, серия товарищеских выездов в Бразилию начиная с 1917 года стала ярчайшей страницей в истории; для Скароне же это была полуразвлекательная разминка (изрядно очаровавшая бразильскую публику, надо отметить) перед грядущим южноамериканским чемпионатом, местом проведения которого была выбрана как раз Бразилия. С окончанием успешного турне Скароне вернулся в Монтевидео и продолжил выступать за «Насьональ». В 1925 году, когда стало известно, что чемпионат Уругвая сорван и в этом сезоне проводиться не будет, «Насьональ», дабы восполнить громадный пробел в календаре, отправился в 153-дневное европейское турне. Скароне вместе с клубом посетил девять стран Европы и даже на время осел в одной из них.

### «Барселона»
Испанская «Барселона» предложила Скароне полновесный контракт и футболист посчитал, что это не то предложение, от которого следует отказываться. «Сине-гранатовые» заплатили за южноамериканскую звезду весьма приличную сумму — тридцать тысяч песо, а самому Эктору подарили внушительное золотое кольцо с бриллиантами (его будущий талисман, с которым Скароне много лет спустя вернётся в Испанию в качестве главного тренера извечного противника «Барселоны» — мадридского «Реала»; испанская пресса тогда не преминет отметить некоторую двусмысленность положения Скароне). Тем не менее, несмотря на радушную встречу в Каталонии, тёплые отношения с одноклубниками (в том числе с партнёром по атаке Хосепом Самитьером) и дарованный ему испанской королевской футбольной федерацией профессиональный статус, Скароне возложенных на него надежд не оправдал и, сославшись на «убийственную ностальгию», уже спустя шесть месяцев и восемнадцать матчей в составе обескураженной «Барселоны», отбыл на свой континент.

### Последующие годы
В 1926 году Эктор Скароне приводит «Насьональ» к очередному чемпионству, но на этом успехи клуба и футболиста на длительный период заканчиваются. Так более и не добившись побед в Уругвае, в 1931 году Скароне предпринимает ещё одну попытку заиграть в Европе.

Эктор подписал в 1931 году контракт с итальянским «Интером» (точнее, «Амброзианой», как он тогда назывался). Скароне стал в «Амброзиане» первым «ориундо» — легионером итальянского происхождения. Только такие инородцы приветствовались в кальчо времён Муссолини. Чтобы получить право зарабатывать деньги в серии А, Скароне нужно было доказать, что помимо фамилии, которая у него была, безусловно, итальянская, его связывает с этой страной и родословная. Когда нашлись документы, подтверждающие, что его отец родился в городе Дего под Генуей, играть Эктору разрешили. В сезоне-31/32 он сыграл 14 матчей и забил 7 голов. Во встрече с «Лацио» после попадания сильно пущенного мяча у него из носа шла кровь, но Скароне остался на поле и сделал дубль. Болельщики дали ему за это прозвище «Гарибальди». Летом 1932-го он перешёл в «Палермо» и там провёл ещё два неплохих сезона, забив в них 4 и 9 голов соответственно.— Игорь Астраханский. Эктор Скароне: Изобретатель «стенки»
В возрасте тридцати шести лет Скароне вернулся в Уругвай и выступал за «Насьональ» на протяжении ещё одного года, после чего продолжил карьеру в набирающем силу «Монтевидео Уондерерс». В 1937 году Скароне закончил было карьеру, но спустя шестнадцать лет возобновил её, в третий и на этот раз в последний раз вернувшись в «Насьональ», но теперь в первую очередь — в ранге главного тренера. Выйдя на поле в 55-летнем возрасте, Скароне стал самым возрастным футболистом в истории высшей лиги Уругвая. В общей сложности Эктор Скароне провёл за «Насьональ» 369 матчей, забив в них 301 гол.

## Карьера в сборной
В национальной сборной Скароне дебютировал 2 сентября 1917 года в матче против Аргентины (1:0) на Кубок Ньютона. 7 октября того же года открыл счёт голам, поразив ворота сборной Бразилии в рамках Чемпионата Южной Америки, а 14 октября — принёс уругвайской команде победу над аргентинцами (1:0) в решающем матче турнира. Упомянутое выше турне в Бразилию предваряло второй для Скароне южноамериканский чемпионат, увенчавшийся в итоге 240-минутным противостоянием с хозяевами, в том числе — дополнительным, решающим 150-минутным матчем между данными командами и единственным голом Артура Фриденрайха, сведшим на нет все усилия La Celeste защитить титул; сборная Бразилии тем самым взяла реванш за разгромное поражение (0:4) на предыдущем чемпионате. Три следующих главных турнира Южной Америки, состоявшиеся в Чили, Аргентине и снова в Бразилии, Скароне пропустил, сыграв в период с 7 декабря 1919 года по 10 декабря 1922 года за сборную лишь в двух матчах (принёсших два трофея — Кубок Ньютона и Гран-при Славы Уругвая), но по случаю первого за шесть лет домашнего турнира вернулся в обойму и в 1923 году вновь стал чемпионом Южной Америки. Прежде, чем выиграть своё третье в общей сложности и второе подряд южноамериканское золото, Скароне предстояло отправиться на Олимпийские Игры в Париж и произвести там грандиозный фурор.
Непосредственно голы Эктора Скароне вывели сборную Уругвая сначала в полуфинал (после победного, второго гола в ворота хозяев турнира — сборной Франции), а затем — и в финал (победным также оказался второй гол Скароне, забитый в ворота сборной Нидерландов). Через четыре месяца после олимпийского триумфа сборная Уругвая защитила титул чемпионов Южной Америки в ходе очередного континентального первенства, тоже, как и предыдущий, прошедшего в Монтевидео. Турнир 1925 года сборная Уругвая пропустила, но уже в следующем, 1926-м, на чемпионате в Чили вернула себе титул сильнейшей команды Южной Америки. 28 октября 1926 года Эктор Скароне оформил пента-трик в матче против сборной Боливии (6:0); вместе с соотечественником Эктором Кастро разделил вторую строчку в списке лучших бомбардиров турнира (по шесть забитых мячей). Уже в следующем году Скароне разделил и звание лучшего бомбардира турнира — пять футболистов, два аргентинца и три уругвайца, в их числе и Скароне, забили по три гола. 20 ноября 1927 года, в ходе де-факто решающего матча турнира, Скароне оформил дубль в ворота сборной Аргентины; для Уругвая матч закончился поражением (2:3), а чемпионат — серебряными медалями. В 1928 году уругвайские футболисты вновь отправились удивлять Европу — но теперь на Олимпийских Играх ожидалось не только очередное издевательство над европейскими командами, но и первое на таком уровне соперничество двух футбольных монстров из Южной Америки; соперничество, грозящее перерасти в беспримерную для европейского футбола бойню: в Амстердаме дебютировала сборная Аргентины. Для Скароне Олимпиада предварялась продолжительной нервотрёпкой, связанной с возможным запретом на его участие в турнире: ФИФА, которая наряду с МОКом организовывала олимпийский футбольный турнир, объявила запрет, как и четыре года назад, на участие в нём игроков-профессионалов. Скароне имел основания принимать этот запрет на свой счёт в связи с испанским периодом своей карьеры, когда на протяжении нескольких месяцев он действительно играл в футбол в профессиональном статусе. Тем не менее, запрет его не коснулся, и Эктор Скароне смог записать в историю уругвайского футбола очередную золотую главу, поразив ворота сборной Аргентины на 73-й минуте второго поединка изнурительного двухматчевого противостояния в финале олимпийского футбольного турнира. Завоевание второго подряд олимпийского золота, да ещё и с победой в финале над принципиальнейшим соперником могло оказаться высшей точкой игровой карьеры Эктора Скароне, если бы не учреждение ФИФА нового турнира, призванного возвыситься над олимпийским футболом и стать главной площадкой для выяснения отношений между сильнейшими национальными футбольными командами мира.
Велика заслуга уругвайских футболистов поколения Скароне в том, что местом проведения первого в истории Чемпионата мира по футболу стал Монтевидео — ФИФА отдала должное родине великих мастеров, совершивших безусловную революцию в мире футбола в 1920-е годы и заслуживших у себя дома поприветствовать наступление новой эры в истории спорта номер один. Именно на Чемпионате мира 1930 Эктор Скароне забил свой тридцать первый мяч за сборную, обеспечивший ему в итоге более чем восьмидесятилетнее первенство в ряду лучших бомбардиров национальной команды Уругвая.
Финальный матч на первом Чемпионате мира стал последним для Эктора Скароне в качестве игрока национальной сборной. В общей сложности в активе Скароне — пятьдесят два матча за уругвайскую команду, но с учётом неофициальных поединков это число возрастает до семидесяти; также и число голов за сборную с учётом неофициальных матчей поднимается с тридцати одного до сорока двух. Так или иначе, официальная статистика учитывает за Скароне 52 матча и 31 гол за национальную сборную. С 21 июля 1930 года по 11 октября 2011 года Эктор Скароне являлся лучшим бомбардиром в истории сборной Уругвая по футболу.

## Тренерская карьера
Нельзя сказать, что Эктор Скароне действительно намеревался построить серьёзную тренерскую карьеру; каждый её эпизод — в известной мере по воле случая и от желания развеяться, а не из стремления заявить о себе в этом качестве. При этом в ряду его команд значатся гранд уругвайского и южноамериканского футбола «Насьональ», гранд колумбийского и южноамериканского футбола «Мильонариос», гранд испанского и европейского футбола «Реал Мадрид», а также одна из сильнейших южноамериканских и мировых сборных — национальная команда Уругвая. Несмотря на обилие именитых команд в послужном списке Скароне-тренера, общая продолжительность его тренерской деятельности умещается в считанные месяцы. Он легко брался за работу, легко же с ней и расставался.

## Награды и достижения

### В качестве игрока
Сборная Уругвая
- Чемпион мира: 1930
- Олимпийский чемпион (2): 1924, 1928
- Чемпион Южной Америки (4): 1917, 1923, 1924, 1926
- Обладатель Кубка Ньютона (4): 1917, 1919, 1920, 1929
- Обладатель Кубка Липтона (4): 1919, 1922, 1924, 1927
- Обладатель Кубка Славы Аргентины: 1918
- Обладатель Кубка Славы Уругвая (5): 1918, 1919, 1920, 1922, 1923
- Серебряный призёр чемпионата Южной Америки (2): 1919, 1927
- Бронзовый призёр чемпионата Южной Америки: 1929

«Насьональ»
- Чемпион Уругвая (8): 1916, 1917, 1919, 1920, 1922, 1923 (АУФ), 1924 (АУФ), 1934
- Обладатель Кубка Славы Коусиньер (3): 1915, 1916, 1917
- Обладатель Кубка Конкуренции Шевалье Бутеля: 1915
- Обладатель Кубка Рио-де-ла-Платы (3): 1916, 1919, 1920
- Обладатель Кубка Леона Пейроу (3): 1920, 1921, 1922
- Победитель Турнира Конкуренции: 1934
- Серебряный призёр чемпионата Уругвая (6): 1918, 1921, 1929, 1931, 1935, 1953
- Бронзовый призёр чемпионата Уругвая (2): 1927, 1928
- Финалист Кубка Конкуренции Шевалье Бутеля: 1920
- Финалист Кубка Рио-де-ла-Платы: 1917

«Монтевидео Уондерерс»
- Бронзовый призёр чемпионата Уругвая: 1937

### В качестве тренера
«Реал Мадрид»
- Бронзовый призёр чемпионата Испании: 1951/1952

«Насьональ»
- Серебряный призёр чемпионата Уругвая: 1953

### Личные
- Лучший футболист чемпионата Южной Америки: 1917
- Лучший бомбардир чемпионата Южной Америки: 1927
- Лучший бомбардир чемпионата Уругвая: 1931
- Лучший бомбардир в истории сборной Уругвая: 1930—2011
- 20-е место в рейтинге лучших футболистов Южной Америки XX века по версии МФФИИС[21] (2006)
- 40-е место в рейтинге лучших футболистов XX века по версии МФФИИС[22] (2006)

## Статистика выступлений
| Клуб                 | Сезон                | Лига | Лига | Кубки | Кубки | Прочие | Прочие | Итого | Итого | Товарищеские матчи | Товарищеские матчи | Всего | Всего |
| Клуб                 | Сезон                | Игры | Голы | Игры  | Голы  | Игры   | Голы   | Игры  | Голы  | Игры               | Голы               | Игры  | Голы  |
| -------------------- | -------------------- | ---- | ---- | ----- | ----- | ------ | ------ | ----- | ----- | ------------------ | ------------------ | ----- | ----- |
| Насьональ            | 1916                 | 14   | 9    | 2     | 1     | 2      | 1      | 18    | 11    | 4                  | 4                  | 22    | 15    |
| Насьональ            | 1917                 | 15   | 13   | 11    | 8     | 0      | 0      | 26    | 21    | 4                  | 3                  | 30    | 24    |
| Насьональ            | 1918                 | 15   | 21   | 5     | 5     | 2      | 0      | 22    | 26    | 6                  | 3                  | 28    | 29    |
| Насьональ            | 1919                 | 15   | 8    | 8     | 5     | 0      | 0      | 23    | 13    | 4                  | 6                  | 27    | 19    |
| Насьональ            | 1920                 | 18   | 20   | 7     | 4     | 2      | 1      | 27    | 25    | 6                  | 4                  | 33    | 29    |
| Насьональ            | 1921                 | 17   | 6    | 7     | 5     | 1      | 0      | 25    | 11    | 11                 | 2                  | 36    | 13    |
| Насьональ            | 1922                 | 14   | 9    | 4     | 1     | 0      | 0      | 18    | 10    | 5                  | 2                  | 23    | 12    |
| Насьональ            | 1923/24              | 19   | 20   | 4     | 4     | 0      | 0      | 23    | 24    | 6                  | 3                  | 29    | 27    |
| Насьональ            | 1924/25              | 9    | 9    | 0     | 0     | 0      | 0      | 9     | 9     | 33                 | 31                 | 42    | 40    |
| Насьональ            | Итого                | 136  | 115  | 48    | 33    | 7      | 2      | 191   | 150   | 79                 | 58                 | 270   | 208   |
| Барселона            | 1925/26              | 0    | 0    | 0     | 0     | 0      | 0      | 0     | 0     | 20                 | 21                 | 20    | 21    |
| Барселона            | Итого                | 0    | 0    | 0     | 0     | 0      | 0      | 0     | 0     | 20                 | 21                 | 20    | 21    |
| Насьональ            | 1926                 | 0    | 0    | -     | -     | 0      | 0      | 0     | 0     | 3                  | 2                  | 3     | 2     |
| Насьональ            | 1927/28              | 10   | 4    | -     | -     | 0      | 0      | 10    | 4     | 24                 | 25                 | 34    | 29    |
| Насьональ            | 1928/29              | 7    | 5    | 1     | 0     | 0      | 0      | 8     | 5     | 5                  | 6                  | 13    | 11    |
| Насьональ            | 1929/30              | 18   | 13   | 1     | 1     | 0      | 0      | 19    | 14    | 10                 | 4                  | 29    | 18    |
| Насьональ            | 1931                 | 6    | 6    | -     | -     | 0      | 0      | 6     | 6     | 2                  | 0                  | 8     | 6     |
| Насьональ            | Итого                | 41   | 28   | 2     | 1     | 0      | 0      | 43    | 29    | 44                 | 37                 | 87    | 66    |
| Амброзиана-Интер     | 1931/32              | 14   | 7    | -     | -     | 0      | 0      | 14    | 7     | 3+                 | 4+                 | 17+   | 11+   |
| Амброзиана-Интер     | Итого                | 14   | 7    | 0     | 0     | 0      | 0      | 14    | 7     | 3+                 | 4+                 | 17+   | 11+   |
| Палермо              | 1932/33              | 29   | 4    | -     | -     | 0      | 0      | 29    | 4     | 3+                 | 5+                 | 32+   | 9+    |
| Палермо              | 1933/34              | 27   | 9    | -     | -     | 0      | 0      | 27    | 9     | ?                  | ?                  | 27+   | 9+    |
| Палермо              | Итого                | 56   | 13   | 0     | 0     | 0      | 0      | 56    | 13    | 3+                 | 5+                 | 59+   | 18+   |
| Насьональ            | 1934/35              | 9    | 5    | -     | -     | 0      | 0      | 9     | 5     | 8                  | 8                  | 17    | 13    |
| Насьональ            | 1935                 | 6    | 1    | -     | -     | 0      | 0      | 6     | 1     | 8                  | 4                  | 14    | 5     |
| Насьональ            | 1936                 | -    | -    | -     | -     | -      | -      | 0     | 0     | 1                  | 0                  | 1     | 0     |
| Насьональ            | 1939                 | -    | -    | -     | -     | -      | -      | 0     | 0     | 4                  | 1                  | 4     | 1     |
| Насьональ            | 1950                 | -    | -    | -     | -     | -      | -      | 0     | 0     | 1                  | 0                  | 1     | 0     |
| Насьональ            | Итого                | 15   | 6    | 0     | 0     | 0      | 0      | 15    | 6     | 22                 | 13                 | 37    | 19    |
| Всего за «Насьональ» | Всего за «Насьональ» | 192  | 149  | 50    | 34    | 7      | 2      | 249   | 185   | 145                | 108                | 394   | 293   |
| Всего за карьеру     | Всего за карьеру     | 262  | 169  | 50    | 34    | 7      | 2      | 319   | 205   | 171+               | 138+               | 490+  | 343+  |